# Звернення до лояльності
Звернення до лояльності – це неформальна помилка, яка виникає, коли посилка аргументу використовує певну потребу в лояльності, щоб відвернути увагу від обговорюваного питання.

## Приклад
B запитує А про твердження х.
Кожен, хто запитує А, нелояльний.
Отже, B нелояльний.
Проблема: Навіть якщо B нелояльний, це не означає, що B неправий, оскільки A не обов’язково завжди правий.